# Ledovyj Dvorec (Tula)
Ledovyj Dvorec (česky Ledový palác, rusky Ледовый дворец) je sportovní a koncertní komplex ve městě Tula v středním Rusku.

## Informace
Ledový palác v Tule byl postaven v rámci programu Gazprom pro děti podle dohody uzavřené v roce 2016 mezi gubernátorem regionu Tula Alexejem Dyuminem a předsedou představenstva Gazpromu Alexejem Millerem. Symbolický první kámen byl položen 22. srpna 2016.
Budova stadionu, nacházející se na ulici Novomoskovskaya č. 13, je dvoupatrová, celková plocha činí přibližně 15 tisíc metrů čtverečních. Nachází se zde ledová aréna s plochou 61x30 metrů a tribunami pro 3363 diváků, šatny, místnost pro rozhodčí a další místnosti, tělocvična, food court, sportovní prodejna. Arénu lze přeměnit na koncerty a oslavy. Jedná se o největší ledovou arénu v Tulské oblasti.

## Události
První zápas v aréně se hrál 18. srpna 2020. V utkání skupinové fáze Poháru guvernéra regionu Tula mezi mládežnickými týmy zvítězil Atlant Mytišči nad Novosibirsk Siberian Snipers 7:2. První gól v historii paláce vstřelil forvard Atlantu Denis Baranov. Oficiální otevření paláce proběhlo 21. srpna 2020.
Od roku 2020 pořádá domácí zápasy MHL v Ledovém paláci Tula Academy of Michajlov, od roku 2021 hostí Tula AKM rivaly z VHL.
Pořádají se zde také zápasy krajských turnajů, tréninky mládežnických sportů v ledním hokeji, krasobruslení, sledge hokej.

### Zápasy ruského národního týmu
Ve dnech 1. a 2. května 2022 se zde odehrála přátelská utkání mezi reprezentacemi Ruska a Běloruska. Oba souboje, které se odehrály s téměř zaplněnými tribunami, vyhráli Rusové 5:2 a 3:2. V prvním zápase poprvé v historii ruské reprezentace dal brankář gól: Dmitrij Nikolajev trefil prázdnou branku Bělorusů.